# 斯特凡诺·罗西尼
斯特凡诺·罗西尼（義大利語：Stefano Rossini，1971年2月2日—），意大利男子足球运动员，司职后卫。他曾代表意大利国奥队参加1992年夏季奥林匹克运动会足球比赛，获得第七名。